# Font de la Plaça de Joan Amat
La font de la Plaça de Joan Amat és una construcció a la vila de Cardedeu (Vallès Oriental) protegida com a bé cultural d'interès local. La Plaça de Joan Amat, amb la font i banc de granit fou donada a la vila per Joan Amat, l'any 1916. La plaça està rodejada per edificis de gran qualitat artística com són l'Alqueria Cloelia, la Torre Amat i la Torre Forcada, totes elles de principi del segle XX. La font és atribuïda a l'arquitecte Puig Gairalt. Va ser cedida i costejada al municipi per Joan Amat i Sormaní, qui va contribuir econòmicament a la urbanització de la plaça que porta el seu nom i a on hi ha instal·lada la font.
Situada al centre de la Plaça de Joan Amat, en un sector urbanitzat al pas del segle XIX al XX. Al nord de la plaça hi ha la Torre Amat i a l'oest l'Alqueria Cloelia. Aquesta font està composta per dos brocs i una gran columna de secció rectangular, amb base, fust cornisa i gerro de coronament. Al centre de la cara sud hi ha una placa gravada amb la inscripció: Año 1916, i a la nord, una placa amb la inscripció: A Cardedeu. La cornisa està suportada per cartel·les amb fullatges clàssics, iniciant-se amb un quart bocell ornamentat amb òvuls. Corona la font un gerro amb nanses, ornamentat amb garlandes florals. Quatre plàtans flanquegen els costats del rectangle que forma la base de paviment.
Cardedeu, com la majoria de pobles de Catalunya no va participar del moviment d'embelliment de les ciutats (a través de monuments commemoratius) que es va produir al final del segle XIX. Aquest esperit es va substituir modestament en molts pobles amb la construcció de fonts que commemoraven l'arribada de l'aigua, en el cas de Cardedeu promoguda pel Dr. Klein.